# Grand Prix automobile de Norvège
Le Grand Prix de Norvège (Norge Grand Prix en norvégien) était une course automobile qui eut lieu entre 1934 et 1936 sur des lacs gelés comme celui de Mjøsa ou de Gjersjøen dans les environs d'Oppegård.

## Historique
La brève existence du Grand prix de Norvège a commencé en 1934. Quelques courses s'étaient déroulées sur le lac Gjersjøen près d'Oslo, dès 1932, avant de déplacer les courses plus au nord près de Lillehammer sur le lac Mjøsa où le climat était plus froid. Le  scandinave Per Victor Widengren remporte la victoire en 1934 sur Alfa Romeo après l'abandon de Paul Pietsch qui avait signé la pole position. L'année suivante, la course se déroule dans la région d'Oslo où Widengren défend avec succès son titre face à Karl Ebb sur une Mercedes-Benz SSK.
En 1936, seules trois voitures s'affrontent. Après l'abandon de Widengren, le norvégien Eugen Bjørnstad obtient finalement la victoire sur une Alfa Romeo Monza. Helmer Carlsson-Alsed avec sa Bugatti Type 35 termine second.

## Palmarès
| Année | Vainqueur            | Voiture    | Circuit       | Résultats |
| ----- | -------------------- | ---------- | ------------- | --------- |
| 1934  | Per Victor Widengren | Alfa Romeo | Mjøsa         | Résultats |
| 1935  | Per Victor Widengren | Alfa Romeo | Bogstadvannet | Résultats |
| 1936  | Eugen Bjørnstad      | Alfa Romeo | Gjersjøen     | Résultats |